# 束 (幾何學)

通過點A的直線束

几何学裡的束是指一群有共同性質的同類幾何物件。例如在平面上通過某一點直线的集合，或是在平面上通過某二點圆的集合。
雖然束的定義比較含糊，但共同特點是束是由某一個參數所定義，而根據其中任兩個參數，就可以確定此參數。若要強調這類的束所具有的二維特性，有時也會稱為平面束。
束裡面可以包括任何幾何物件。常見的有直線、平面、圓、圓錐、球、以及一般曲線。甚至也可以是點。點束就是某一直線上的所有點。

## 腳註
1. ↑  Halsted 1906，第9頁
2. ↑  Young 1971，p. 40

## 外部連結
- 埃里克·韦斯坦因. . MathWorld.